# 列車自動運行系統

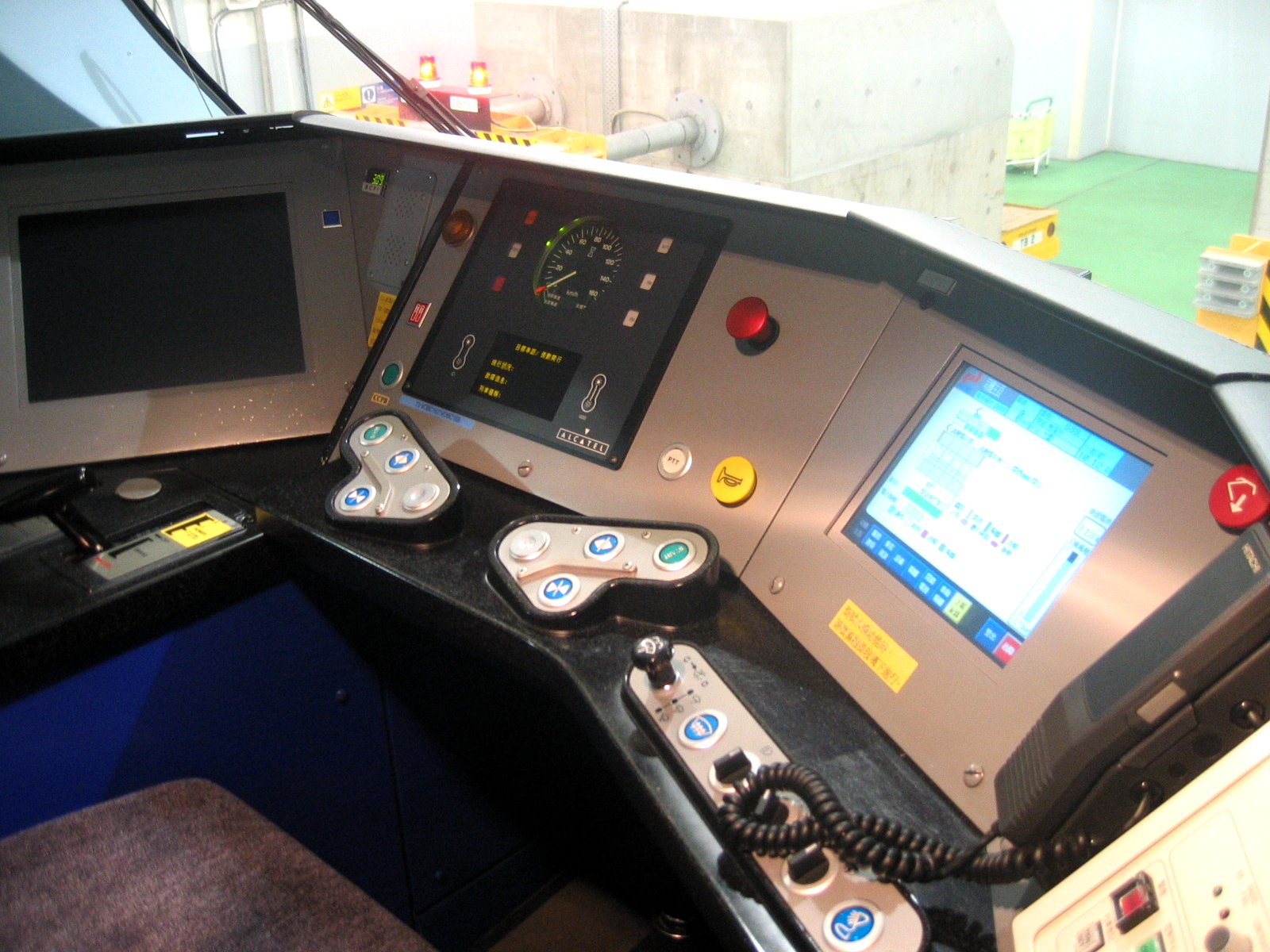
港鐵 SP1950 列車駕駛台
支援列車自動運行

列車自動運行系统（英語：Automatic Train Operation）是一種鐵路自動運行裝置，它能自動根據訊號系統調節列車速度，為現時各種鐵路訊號系統中最晚出現的裝置。ATO最早在倫敦地鐵維多利亞線（Victoria Line）正式使用，1962年開始於日本東京營團地鐵日比谷線試驗。

## 概要
ATO裝置主要讓列車收到指令後便自動開車，沿途根據訊號系統的指示來行車，到達停車站時自動停車。ATO裝置可以根據自動列車控制裝置（ATC）或自動列車保障裝置（ATP）等訊號系統所提供的訊號自動加減速，使用ATO裝置可以令列車減少加減速的時間和長度，以增加列車的班次。
ATO裝置可以減少司機的工作量及訓練時間，某程度上可以減少人為的失誤，不過ATO裝置有時因制動系統的氣壓偏差或路軌濕滑而導致列車車輪出現滑行（日文俗稱：空転），令列車不能準確地停車，需要司機用人手模式修正停車位置。
日本最初於1960年試驗ATO系統，試驗路線是名古屋市營地下鐵東山線（名古屋－榮町 間），隨後試驗的是帝都高速度交通營團日比谷線，但試驗完畢後並沒有正式使用ATO系統。實際上，日本國內最初正式使用ATO系統的路線，是1976年時的札幌市營地下鐵東西線。
日本對ATO的使用其實並不普遍，一般認為其不及人手可靠，而前身為國有鐵道的JR各線至今完全不導入ATO裝置。2019年1月，JR東日本開始在山手線以E235系電聯車測試列車自動運行，做為未來正式導入前的參考。其他使用ATO的鐵道公司，為避免司機在緊急情況下，因缺乏駕駛經驗令駕駛技術不足，所以不會全日使用ATO裝置，會有部份時間由司機作人手駕駛，以保持司機的駕駛技術。在台灣的台北捷運也有類似規定。
在香港，地鐵公司（與九鐵合併後稱港鐵）於1979年第一期通車時，已開始使用ATO系統，隨後地鐵各綫通車，亦全部使用ATO系統。九廣鐵路（已合併到港鐵）的九廣東鐵（現稱東鐵綫）於2003年開始使用ATO系統，2003年12月20日通車的九廣西鐵（現稱西鐵綫）和2004年12月21日通車的馬鞍山鐵路（現稱馬鞍山綫）（兩者已合併到屯馬綫），亦使用ATO系統。港鐵迪士尼綫更使用無人ATO，備用系統為車站遙控方式。

## 自動列車運行等級

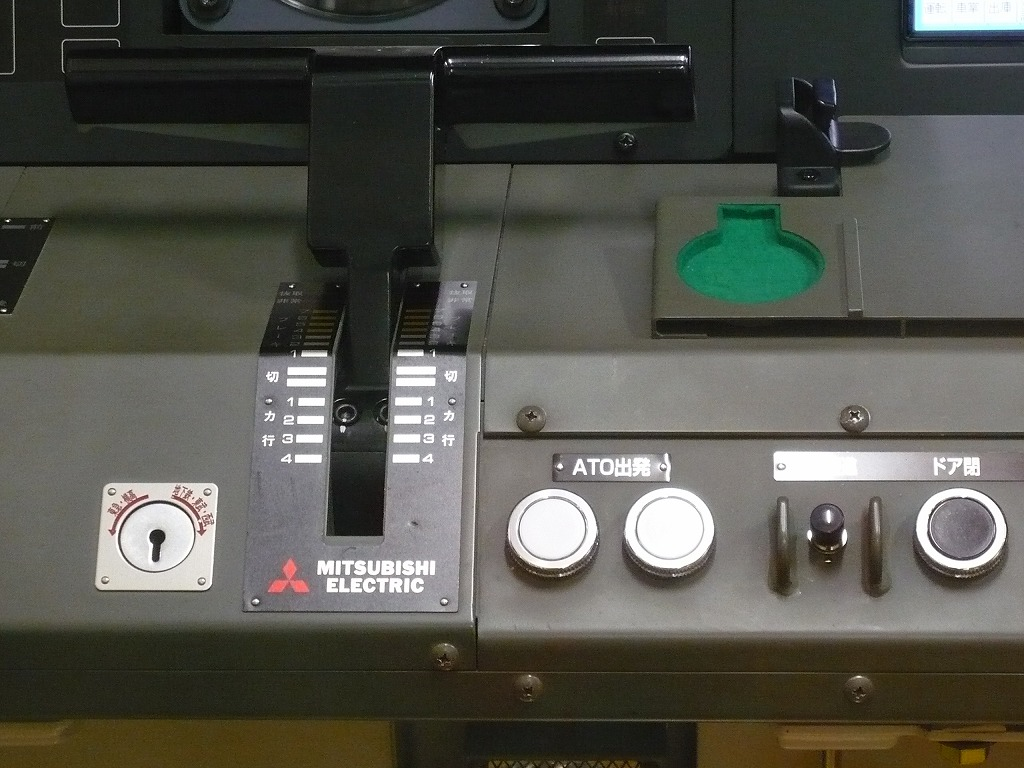
東京地下鐵10000系電聯車的駕駛台上，在駕駛桿旁邊有兩顆ATO開關按鈕。

根據國際公共交通協會（UITP）的定義，自動運行等級（Grades of Automation，GoA）分成五等：
1. 第零等（GoA0）：目視運行，主要是路面電車、輕軌使用。駕駛員負責控制列車的運行、停止、開關車門和處理突發事件。
2. 第一等（GoA1）：手動運行（Manual Train Operation, MTO），駕駛員負責控制列車的運行、停止、開關車門和處理突發事件。
3. 第二等（GoA2）：半自動運行（Semi-automatic Train Operation, STO），列車自動運行及停止，但需要駕駛員開關車門和處理突發事件，大多數的列車自動運行系統均是第二等。
4. 第三等（GoA3）：無駕駛員運行（Fully-Automatic Driverless Train Operation, DTO），列車自動運行、停止和開關車門（部份設計需要由工作人員手動開門），但在個別情況下需要列車助理（駕駛員）開關車門和處理突發事件，列車上有人員在駕駛室內值守。
5. 第四等（GoA4）：無人看守運行（Fully-Automatic Unattended Train Operation, UTO），列車運行、停止、開關車門和突發事件的處理均完全自動化，列車上無人員值守，通常此类列车传统驾驶室部分与客室之间不设屏障，乘客可观看列车前后的隧道和风景。

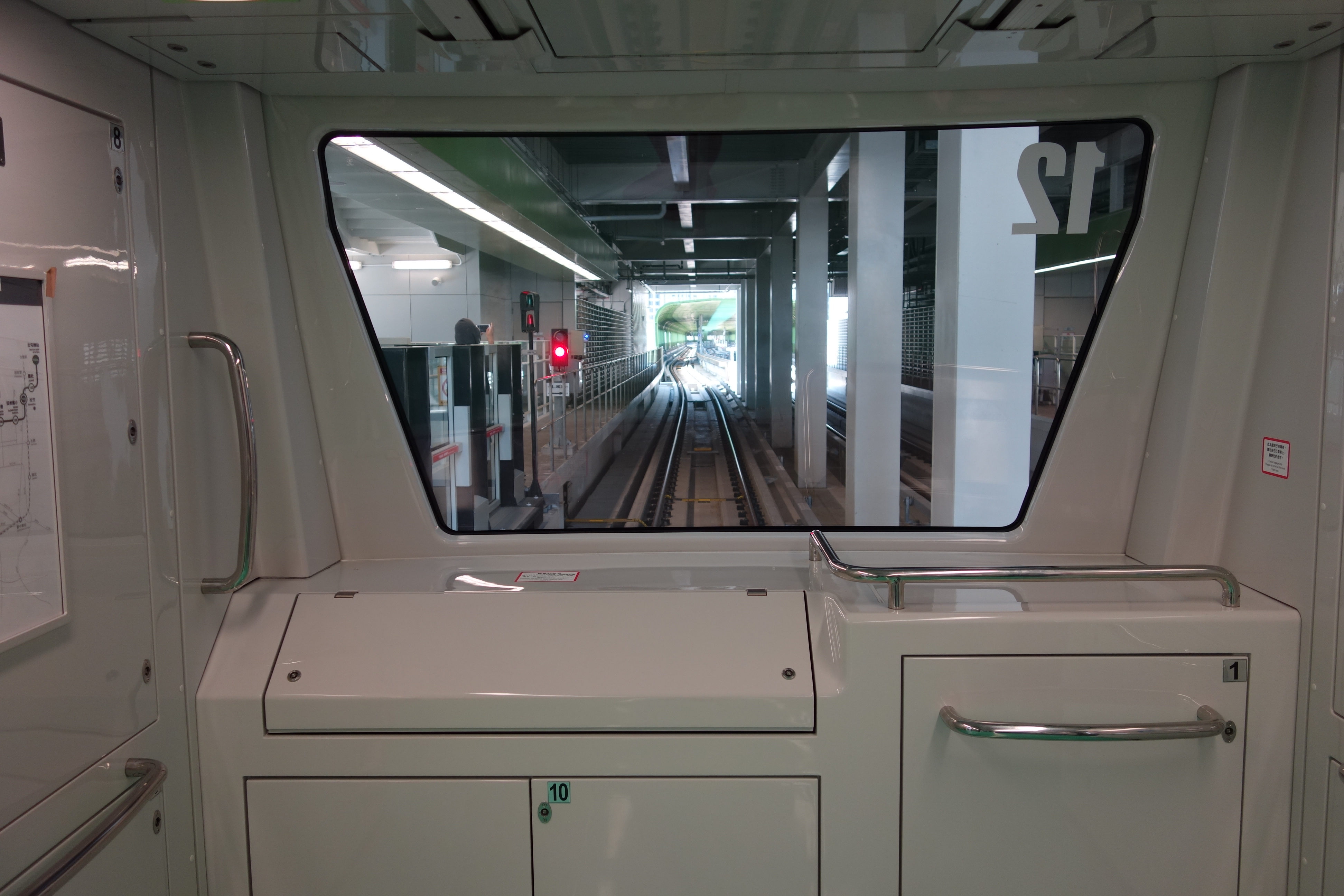
臺中捷運綠線台中捷運中運量電聯車的前端，使用自动驾驶系统，乘客可以在传统列车驾驶室的位置观看列车前方的风景

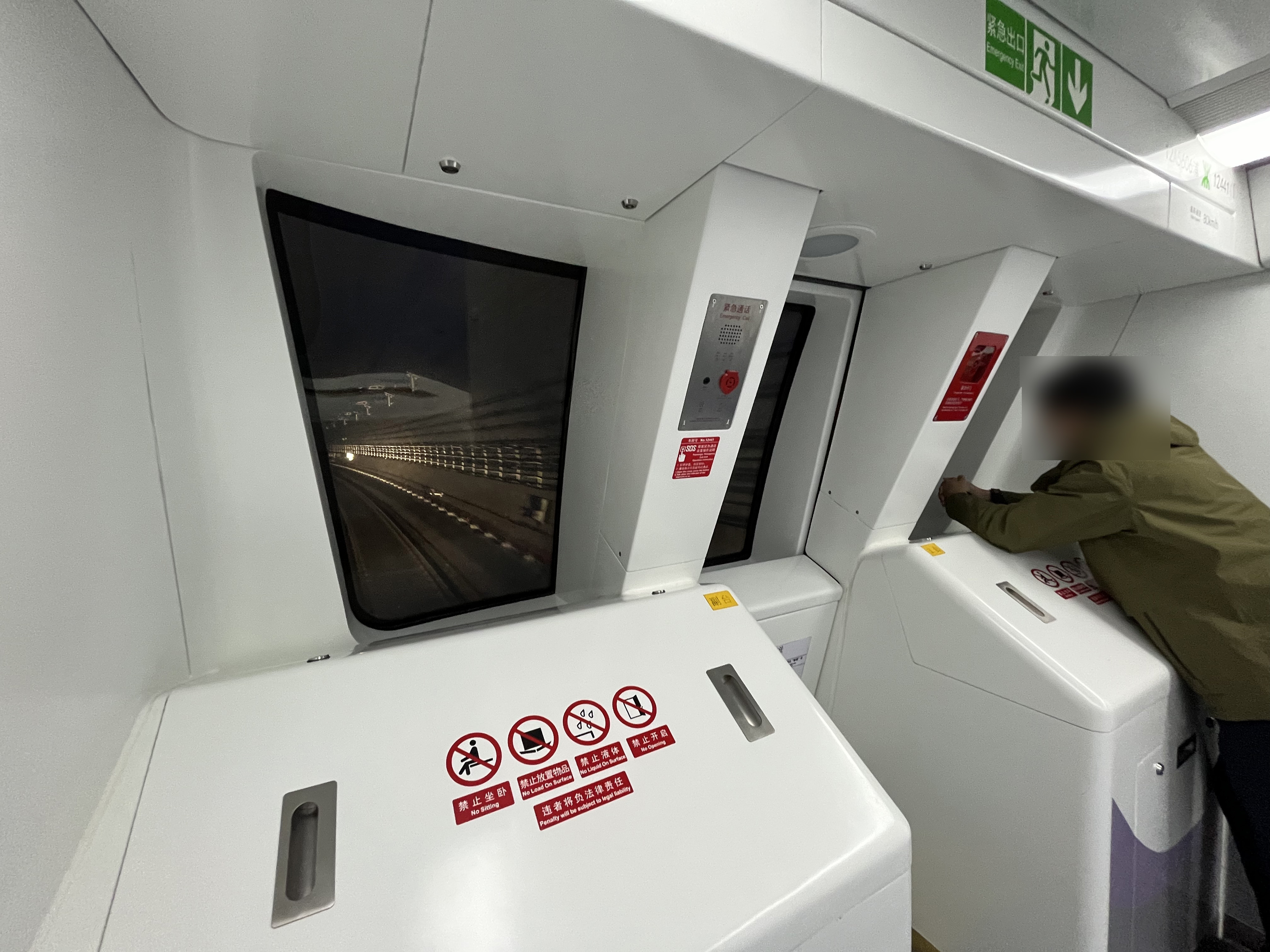
深圳地铁12号线使用GoA4自动驾驶系统列车的前端，乘客可以在传统列车驾驶室的位置观看列车前方的隧道

- 對於第二等或以上的路線均需要有ATO裝置。

| 自動化等級 | 運行類型       | 列車運行 | 列車停止 | 車門控制 | 突發事件處理 |
| ---------- | -------------- | -------- | -------- | -------- | ------------ |
| GoA0       | 目視           | 司機     | 司機     | 司機     | 司機         |
| GoA1       | ATP和司機      | 司機     | 司機     | 司機     | 司機         |
| GoA2       | ATP、ATO和司機 | 自動     | 自動     | 司機     | 司機         |
| GoA3       | 無駕駛員       | 自動     | 自動     | 自動     | 列車助理     |
| GoA4       | 無人看守       | 自動     | 自動     | 自動     | 自動         |

## 各地使用ATO裝置的路線

### 台灣

#### 半自動運行
（正常情況下車長只負責開關車門與監察列車，不負責駕駛）
- 臺北捷運高運量系統各線
- 高雄捷運高運量系統
- 桃園捷運桃園機場捷運線

#### 無人看守運行
- 臺北捷運文湖線、環狀線（文湖線河底路段仍配有列車助理來處理突發事件）
- 臺灣桃園國際機場航廈電車
- 臺中捷運綠線

### 中國大陸

#### 半自動運行
( 正常情況下司機只開關車門及處理突發事件，不負責駕駛。)
- 深圳地鐵（除自动驾驶线路外）
- 廣州地鐵（除7号线、10号线、11号线、12号线、18号线、22号线和珠江新城旅客自動輸送系統外）
- 北京地铁（13和首都机场线除外）
- 上海地铁 绝大部分线路
- 成都地铁 绝大部分线路
- 青岛地铁 绝大部分线路
- 重庆轨道交通 绝大部分线路
- 武汉地铁1号线（高峰期采用人手驾驶，平时自动驾驶并有車長值守）
- 苏州轨道交通1号线（可采用自动驾驶或人手驾驶，营运时驾驶室有人值守，列车终到后无人驾驶进行自动折返系统作业）
- 天津地铁9号线（采用自动驾驶，有人值守）
- 长春轻轨4号线（手动开关门；車長需要按 ATO 按钮启动，每次仅自动运行至下一站；可选择是激活 ATO 还是只使用 ATP 功能还是完全切除）
- 长春地铁1号线（手动开关门）
- 杭州地铁（手动开关门；車長需要按 ATO 按钮启动，每次仅自动运行至下一站）
- 长沙地铁（手动开关门）
- 长沙磁浮快线
- 西安地铁 绝大部分线路
- 京張城際鐵路（CR400BF-C適用）
- 京雄城際鐵路（CR400AF-C適用）

#### 全自動有人看守運行
( 所有列車每次到站後車門全面自動打開，關門後即開出，但司機只是坐在駕駛室值守，無需下車站崗。)
- 深圳地铁（所有自动驾驶线路，虽然声称是GoA4，但实际上是有人值守）
- 上海磁浮示范运营线（驾驶室内車長为工程師，不负责驾驶和控制列车，控制权全程由控制室透过讯号系统发出指令控制列车，紧急时失去通讯控制需要向列车电脑输入车速控制设定例外，驾驶仪不设加减速控制手柄）
- 上海地铁（2号线、5号线及17号线）
- 北京地铁首都机场线（有車長，但正常情况下不操作列车）
- 南京地铁（6号线及S1号线）
- 广州地铁（7号线、11号线、12号线、18号线及22号线）
- 苏州轨道交通7号线

#### 無人看守運行
- 广州地铁（10号线、APM线）
- 北京地铁（燕房线及大兴机场线）
- 上海地铁（10、14、15、18和浦江线）
- 南京地铁7号线
- 南宁轨道交通5号线
- 宁波轨道交通（5、6、7和8）
- 成都地铁（9、13、18、27和30）
- 佛山地铁（4和11）[3]
- 太原轨道交通（1和2）
- 苏州轨道交通（3、5、6、8和11）
- 武汉轨道交通5号线
- 济南轨道交通（2、4和8）
- 天津地铁8号线
- 西安地铁（8、10和16）
- 绍兴轨道交通2号线
- 青岛地铁6号线
- 郑州地铁（8、10和12）
- 厦门轨道交通（4和6）
- 徐州地铁6号线
- 合肥轨道交通8号线
- 福州地铁4号线
- 东莞轨道交通1号线

### 香港

#### 半自動運行
- 港鐵
  - 觀塘綫、荃灣綫、港島綫、將軍澳綫、東鐵綫、東涌綫、機場快綫及屯馬綫（正常情況下車長只負責開關車門與監察列車，不負責駕駛）
    - 觀塘綫、荃灣綫、港島綫、將軍澳綫及屯馬綫設有無人自動調頭系統。

#### 全自動有人看守運行
- 港鐵
  - 迪士尼綫
    - 為配合香港迪士尼樂園開幕而興建，自2005年以來都是無人駕駛，是香港第一條無人駕駛的中型鐵路。
    - 因消防安全的要求，每班列車均有職員（車長）跟車。

  - 南港島綫
    - 南港島綫為南區提供鐵路服務，2016年底通車後採無人駕駛系統，是香港第二條無人駕駛的中型鐵路。系統容許無人看守運行。
    - 正常情況之下，南港島線列車沒有車長駕駛，但是港鐵會派職員在列車上監視列車（此情況於2016年12月由香港消防處獲得證實，當年港鐵提交予消防處之報告亦指出南港島綫列車不會達致完全無人駕駛）。如有故障，例如控制室未能控制列車或在颱風来临之時，職員（職位：顧客服務主任）可以使用備用的駕駛台人手駕駛（在正常運作時，操作台上蓋上蓋板）[4][5][6]。港鐵表示，此舉能夠令系統更可靠、列車調動更為靈活，而車上的職員亦能更靈活及更直接的照顧乘客需要。[7][8]

#### 無人看守運行
- 香港國際機場
  - 香港國際機場旅客捷運系統
    - 香港國際機場的捷運系統自1998年機場開幕以來都是無人駕駛，是香港第一條無人駕駛的機場旅客捷運系統。

### 澳門

#### 無人看守運行
- 澳門輕軌
  - 氹仔線：採無人駕駛系統，是澳門第一條無人駕駛的旅客捷運系統。列車毋需任何職員駐守亦不設傳統駕駛室，唯因澳門政府與港鐵合約的要求，每班列車第一節車廂有職員跟車。

### 新加坡

#### 全自動有人看守運行
- 新加坡地鐵
  - 東西線
  - 南北線

#### 無人看守運行
- 新加坡地鐵
  - 東北線
  - 環線
  - 濱海市區線
  - 湯申—東海岸線

### 日本

#### 半自動運行（地鐵）
- 札幌市營地下鐵 (東西線、南北線和東豐線)
- 仙台市營地下鐵南北線（各車長需於每天進行人手操控程序一次）
- 仙台市營地下鐵東西線
- 東京地下鐵 (丸之內線、日比谷線、东西线、千代田線、有樂町線、南北線和副都心線)
- 都營地下鐵 (三田線和大江戶線)
- 橫濱市營地下鐵 (藍線和綠線)
- 名古屋市營地下鐵 (東山線、櫻通線、名城線和名港線)
- 京都市營地下鐵東西線（各車長需於每天進行人手操控程序一次）
- 大阪地下鐵 (千日前線和長堀鶴見綠地線)
- 神戶市營地下鐵山手線（日間為人手操控）
- 神戶市營地下鐵西神線（日間為人手操控）
- 神戶市營地下鐵北神線（日間為人手操控）
- 神戶市營地下鐵海岸線（從上午十時至下午二時會有一部份列車作人手操控，期間車長需負責車門開閉）
- 福岡市營地下鐵 (機場線、七隈線及箱崎線)

#### 半自動運行（私鐵、第三部門鐵路公司）
- 首都圈新都市鐵道筑波快線（實施每天每人各一次人手操控）
- 埼玉高速鐵道線
- 多摩都市單軌電車線（多摩都市モノレール線）
- 北九州高速鐵道小倉線（只限尾班車為人手操控）

#### 半自动运行（日本铁路公司）
- 东日本旅客铁道常磐缓行线
- 九州旅客铁道香椎线

#### 全自動有人看守運行（地鐵）
- 福岡市營地下鐵七隈線（設計容許無人駕駛，但基於消防法規必須有人看守，故此全程有車長坐在車頭監察列車）

#### 全自動有人看守運行（私铁、第三部门铁路公司）
- 舞濱渡假區線（舞浜リゾートライン）迪士尼渡假區線（但仍需由車長負責車門開閉及按行車訊號指示操作）

#### 無人看守運行
- 神戶新交通港灣人工島線（神戸新交通ポートアイランド線）（在起點及終點會安排乘務員乘坐以確認安全）
- 神戶新交通六甲人工島線（神戸新交通六甲アイランド線）（在起點及終點會安排乘務員乘坐以確認安全）
- 百合鷗東京臨海新交通臨海線（ゆりかもめ東京臨海新交通臨海線）
- 大阪市高速電氣軌道南港港城線（大阪市高速電氣軌道南港ポートタウン線）
- 橫濱海岸線金澤海岸線（横浜シーサイド金沢シーサイド線）（只限於終點站前一區會安排乘務員乘坐）
- Wing Shuttle（ウィングシャトル）（關西國際機場內的旅客輸送設施。但並不屬於日本國土交通省所管轄的鐵路）
- 愛知高速交通東部丘陵線（只限於藤之丘（藤が丘）至花水木通（はなみずき通）一段地底區間會安排車掌乘坐）
- 东京都交通局日暮里-舍人线（東京都交通局日暮里・舎人ライナー）

### 韓國

#### 半自動運行
- 韓國地鐵系統
  - 首爾交通公社：5號線、6號線、7號線及8號線
  - 首尔市地铁9号线：9號線
  - 釜山都市鐵道：2號線和3號線
  - 大邱都市鐵道：全線
  - 仁川都市鐵道：1號線
  - 光州都市鐵道：全線

#### 無人看守運行
- 韓國地鐵系統
  - 龍仁輕電鐵
  - 首爾輕電鐵新林線
  - 牛耳新設線
  - 議政府輕電鐵
  - 新盆唐線
  - 釜山—金海輕電鐵
  - 金浦都市鐵道
  - 釜山都市鐵道：4號線
  - 大邱都市鐵道：3號線
  - 仁川都市鐵道：2號線

### 其他國家
- 巴黎的新交通系統（VAL）
- 巴黎地鐵14號線
- 圖盧茲地鐵
- 溫哥華架空列車
- 倫敦碼頭區輕便鐵路（DLR）
- 法蘭克福國際機場內的APM
- 米蘭地鐵5號線
- 都靈地鐵1號線
- 羅馬地鐵3號線
- 布雷西亞地鐵
- 大田都市鐵道全線
- 多倫多地鐵士嘉堡輕鐵
- 倫敦地鐵銀禧線
- 倫敦地鐵北線
- 倫敦地鐵中央線
- 倫敦地鐵維多利亞線
- 悉尼地鐵

## 相關項目
- 列車自動保護系統（ATP）
- 列車自動停車系統（ATS）
- 列車自動控制系統（ATC）
- 列車自動警告系統（AWS）
- 調度集中系統（CTC）
- 定位置停止裝置（TASC）
- 無人駕駛列車
- 自動駕駛